# 城隍神

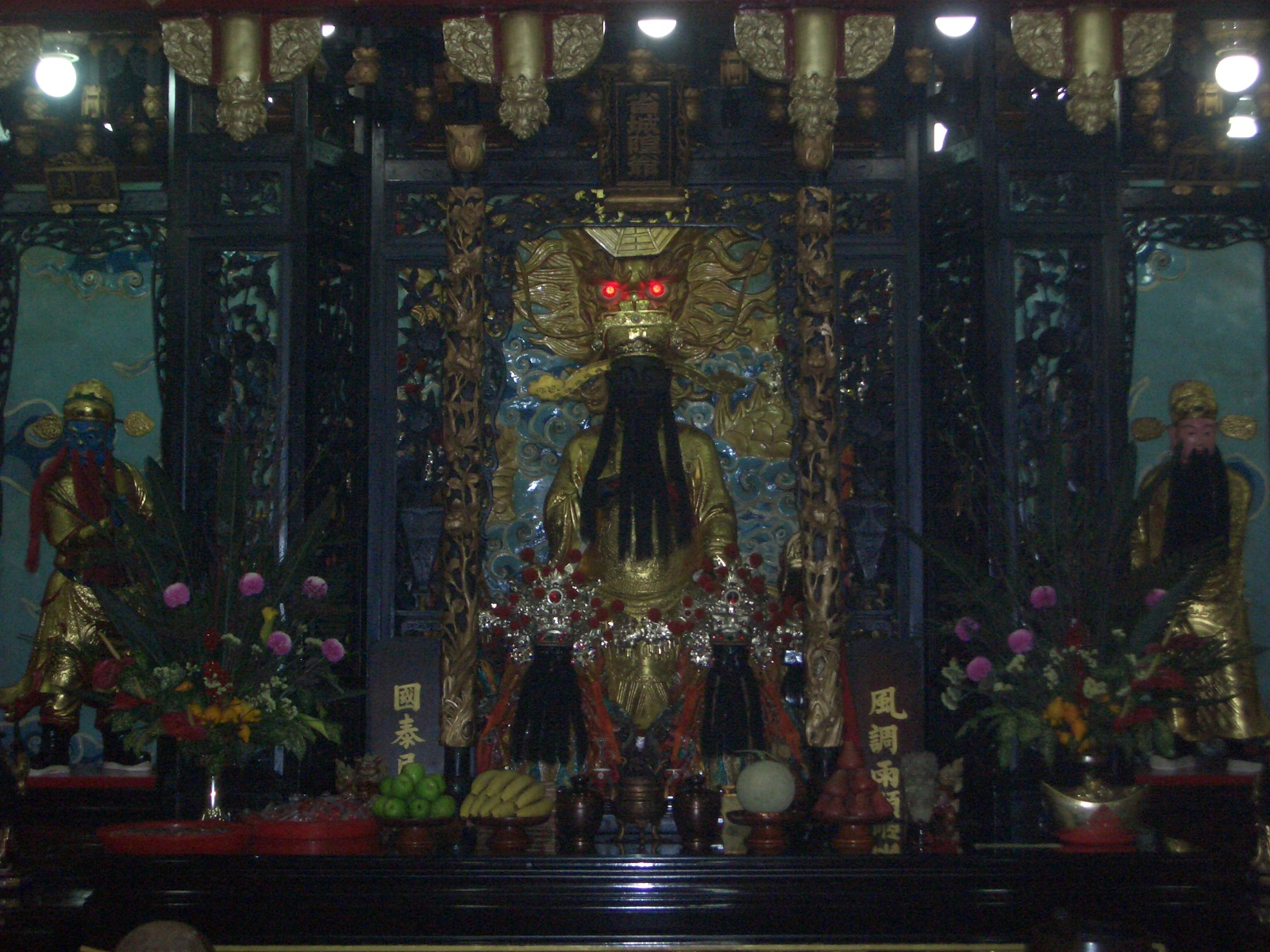
城隍神像

城隍神（じょうこうしん）とは、中国の民間信仰における土地の守護神である。
基本的に、都市の守護神を城隍神と呼び、それぞれ階級があり、その中でもっとも高い地位にあるのが都の守護神である城隍神であり、さらに府、州、県の順にランクづけられている。
土地の神とされるのは、その土地に縁ある人物が生前の功績により、玉皇上帝やその配下の関帝に任命されると考えられている。
土地の神の信仰が始まったのは一世紀ごろと考えられ、それ以降、戦争や災害、疫病などが起こるたびに祈りを捧げられた。
この信仰は、土地の神にも昇進や左遷もあるとされ、功績や失敗でより高い地位の土地神とされたり、低い地位の神にされたりすると考えられていた。

## 土地爺・后土神
道教の考えでは神々の社会も官僚制度で成り立っており、土地の神々も高い地位にある都市の守護神の城隍神の下には、低い地位にある城外や村落などを治める土地爺（別名は福徳正神もしくは土地公）、さらに狭い範囲、墓所を治める后土神が存在する。后土神は、土地の神の中で唯一、女性神とされている。

## 参考資料
- 『タオの神々』（1991年初版発行、真野隆也著、新紀元社発行） ISBN 4-88317-202-3